# Leptospermonastes maculosipennis
Leptospermonastes maculosipennis är en insektsart som beskrevs av Taylor 1990. Leptospermonastes maculosipennis ingår i släktet Leptospermonastes och familjen rundbladloppor. Inga underarter finns listade i Catalogue of Life.